# Episodi di Rise
La prima ed unica stagione della serie televisiva Rise, composta da 10 episodi, è stata trasmessa negli Stati Uniti, da NBC, dal 13 marzo al 15 maggio 2018.
In Italia, la stagione è stata trasmessa in prima tv assoluta dal 7 settembre al 9 novembre 2018 su Premium Stories. In chiaro, invece, è stata trasmessa su Canale 5 in seconda serata dal 5 luglio al 30 agosto 2020 con un episodio a giorni alterni.
| nº | Titolo originale                 | Titolo italiano                  | Prima TV USA   | Prima TV Italia   |
| -- | -------------------------------- | -------------------------------- | -------------- | ----------------- |
| 1  | Pilot                            | Risveglio di primavera           | 13 marzo 2018  | 7 settembre 2018  |
| 2  | Most of all to Dream             | Soprattutto per sognare          | 20 marzo 2018  | 14 settembre 2018 |
| 3  | What Flowers May Bloom           | Quali fiori sbocceranno          | 27 marzo 2018  | 21 settembre 2018 |
| 4  | Victory Party                    | La festa della vittoria          | 3 aprile 2018  | 28 settembre 2018 |
| 5  | We've All Got Our Junk           | Abbiamo tutti la nostra robaccia | 10 aprile 2018 | 5 ottobre 2018    |
| 6  | Bring Me Stanton                 | Portatemi Stanton                | 17 aprile 2018 | 12 ottobre 2018   |
| 7  | This Will God Willing Get Better | Se Dio vuole, migliorerà         | 24 aprile 2018 | 19 ottobre 2018   |
| 8  | The Petition                     | La petizione                     | 1º maggio 2018 | 26 ottobre 2018   |
| 9  | Totally Hosed                    | Incastrato                       | 8 maggio 2018  | 2 novembre 2018   |
| 10 | Opening Night                    | La sera della prima              | 15 maggio 2018 | 9 novembre 2018   |